# Талдыкорган
Талдыкорга́н (каз. Талдықорған / Taldyqorğanо файле; до 4 мая 1993 года — Талды-Курган, до 1920 года — Гавриловка/Гавриловское) — город на юго-востоке Казахстана, административный центр Жетысуской области (в 1944—1959, 1967—1997 гг. — Талды-Курганской области). В 2001—2022 гг. — административный центр Алматинской области.

## География
Расположен в центре Семиречья (Жетысу) на берегах реки Каратал в предгорьях Джунгарского Алатау на высоте свыше 602 м над уровнем моря.
Железнодорожная станция. Аэропорт.
Климат города континентальный. Средняя температура января — −11…−13 °С, июля 22…24 °С. Среднее годовое количество осадков 350—400 мм, основное их количество приходится на периоды март-май и ноябрь-декабрь. В розе ветров преобладают северо-восточный (34 %) и северный (16 %) ветры. Устойчивый снежный покров формируется в последнюю декаду ноября и заканчивается во второй декаде марта.

## История
Возник в XIX веке как русское поселение, во 2-й половине XIX века — Гавриловское, в 1921 году переименован в село Талды-Курган. Его история, однако, датируется девятым веком, о чем свидетельствуют остатки поселений и могильников. 
С 1930 года — центр Талды-Курганского района Алма-Атинского округа Казахской АССР. В 1944 году получил статус города. В 1944—1959 и в 1967—1991 годах — центр Талды-Курганской области Казахской ССР. С 1991 по 1997 год — центр Талдыкорганской области Республики Казахстан. 4 мая 1993 года Постановлением Президиума Верховного Совета Казахстана транскрипция названия города Талды-Курган на русском языке была изменена на Талдыкорган. В 2001—2022 годах — центр Алматинской области. С 2022 года — центр новообразованной Жетысуской области.
Сегодня в Талдыкоргане проживают около 145 тысяч человек, представляющих 70 народов и национальностей.

## Население
| Численность населения | Численность населения | Численность населения | Численность населения | Численность населения | Численность населения | Численность населения |
| 1959                  | 1970                  | 1979                  | 1989                  | 1991                  | 1999                  | 2004                  |
| --------------------- | --------------------- | --------------------- | --------------------- | --------------------- | --------------------- | --------------------- |
| 41 418                | ↗60 601               | ↗87 948               | ↗119 149              | ↗124 500              | ↘97 996               | ↗100 577              |
| 2005                  | 2006                  | 2007                  | 2008                  | 2009                  | 2010                  | 2011                  |
| ↗103 041              | ↗106 900              | ↗110 686              | ↗114 441              | ↗123 038              | ↗125 919              | ↗127 324              |
| 2012                  | 2013                  | 2014                  | 2015                  | 2016                  | 2017                  | 2018                  |
| ↗130 253              | ↗132 663              | ↗135 184              | ↗138 200              | ↗140 663              | ↗145 477              | ↘145 173              |
| 2019                  | 2020                  | 2021                  | 2022                  |                       |                       |                       |
| ↗145 403              | ↗145 452              | ↘145 436              | ↘145 365              |                       |                       |                       |

Национальный состав
На 1 июля 2022 количество постоянных жителей Талдыкоргана составляет 145 365 человек.
Национальный состав (на начало 2019 года)
- казахи — 128 652 чел. (74,97 %)
- русские — 33 824 чел. (19,53 %)
- корейцы — 4236 чел. (2,45 %)
- татары — 2452 чел. (1,42 %)
- немцы — 1060 чел. (0,61 %)
- украинцы — 307 чел. (0,18 %)
- уйгуры — 803 чел. (0,46 %)
- чеченцы — 423 чел. (0,24 %)
- узбеки — 307 чел. (0,18 %)
- белорусы — 65 чел. (0,04 %)
- азербайджанцы — 149 чел. (0,09 %)
- поляки — 69 чел. (0,04 %)
- киргизы — 81 чел. (0,05 %)
- другие — 786 чел. (0,45 %)

## Городская администрация
Талдыкорган является административным центром Талдыкорганской городской администрации. В подчинении городской администрации находятся сёла Енбек, Еркин, Мойнак, Отенай, Пригородное, населённые пункты Отделение 3 и Ынтымак. Населённые пункты ЗВТ и Отделение 5 в 2009 году были включены в состав города.

## Культура
С декабря 1953 года в городе функционирует Дворец культуры, получивший позднее имя И. Жансугурова.
В городе имеется драматический театр имени Бикен Римовой, Алматинский областной историко-краеведческий музей имени М. Тынышпаева, Литературный музей Ильяса Джансугурова, парк культуры Ветеранов, Центральный, Жастар, библиотека С. Сейфуллина и кинотеатры. Для занятий физической культурой и спортом работают стадион Жетысу на 5 тысяч мест, спортивный комплекс Жастар, 5 бассейнов, более 30 спортивных залов на предприятиях и в учебных заведениях.

## Образование
В системе образования функционируют университет, два пединститута, 7 специальных учебных заведений, 3 профтехучилища, 25 общеобразовательных школ, Президентская школа Нурсултана Назарбаева и Казахско-Турецкий школа лицей-интернат, 10 детских садов. Сеть объектов здравоохранения насчитывает 27 лечебно-профилактических учреждений.
- Жетысуский государственный университет имени Ильяса Жансугурова.
- Академия экономики и права имени У. А. Джолдасбекова
- Талдыкорганский агротехнический колледж
- Талдыкорганский высший политехнический колледж
- Назарбаев Интеллектуальная школа (НИШ) физико-математического направления — с 21 августа 2010 года.
- Специализированный лицей № 24 для одарённых детей с обучением на трёх языках имени М. Арына «Экономики и бизнеса» — с 1992 года.
- Специализированный лицей № 20 для одарённых детей с обучением на трёх языках — с 1991 года.
- Казахско-турецкий лицей с обучением на четырёх языках — с 1993 года.

## Экономика
Основой экономики Талдыкоргана является промышленное производство, база которого создавалась с учётом выгодного транспортно-географического положения. Всего в городе 25 основных промышленных предприятия, из них 5 предприятий переработки. Кроме того, имеется 49 мини-производств.
В 1956 году был открыт Талды-Курганский завод железобетонных изделий.
В январе 1961 года была открыта мебельная фабрика, а в конце года — Талды-Курганский экспериментальный завод коммунального оборудования (ныне АО «Темир»). В 1976 году был открыт завод металло-игрушки «Арман», его продукцию можно было встретить во всех уголках Советского Союза.
В Талдыкоргане находятся заводы: аккумуляторный «Қайнар», машиностроительный «Мирас», ТОО «Инфраэнерго», ТОО «АСПМК-519»; фабрики: комбинат стройматериалов.

## Транспорт
Стоимость проезда на общественном транспорте по состоянию на июль 2024 г.— 80 тенге

## Связь
Почтово-телеграфная контора была открыта в 1916 году.
Городская телефонная связь представлена 12 автоматическими телефонными станциями, электронной международно-междугородней станцией. Монтированная ёмкость составляет 38 тыс. номеров, задействовано — 25 тыс. Выход на международную сеть «Телекс» обеспечивает автоматическая телеграфная станция типа «Мироглав».

## Руководство города

### Первые секретари городского комитета КПК
- Кондратенко, Андрей Павлович (февраль 1945 — декабрь 1949)
- Колмогоров, Георгий Иванович (февраль 1950 — июнь 1951)
- Федотов, Алексей Павлович (июнь 1951 — ноябрь 1955)
- Синцов, Иван Иванович (ноябрь 1955 — март 1958)
- Аубакиров, Жумагали (март 1958 — август 1961)
- Балапанов, Жумахан (август 1961 — январь 1963)
- Копытин, Валентин Павлович (январь 1963 — февраль 1968)
- Талкибаев, Молдакасым Талкибаевич (февраль 1968 — июнь 1979)
- Нурпеисов Советхан Сейткалиевич (июнь 1979 — август 1983)
- Акылбаев, Копес (август 1983 — май 1987)
- Шегиров, Амангазы Ахметкалиевич (май 1987 — февраль 1990)
- Жакиянов, Оралбек Нурсеитович (февраль 1990 — сентябрь 1991)

### Председатели исполнительного комитета Талды-Курганского городского совета депутатов трудящихся
- Бабенцев Илья Семенович (ноябрь 1944 — февраль 1945)
- Кусчаинов Максуткан (февраль 1945 — август 1945)
- Бердыкулов Калиден (сентябрь 1945 — август 1947)
- Оразов Токен Оразович (август 1947 — август 1948)
- Киселев Роман Нестерович (сентябрь 1952 — апрель 1955)
- Миронов Петр Яковлевич (апрель 1955 — сентябрь 1961)
- Шевляков Александр Федорович (сентябрь 1961 — февраль 1968)
- Недушенко Илья Иванович (февраль 1968 — май 1973)
- Феоктистов Геннадий Николаевич (май 1973 — декабрь 1979)
- Водянов, Анатолий Николаевич (декабрь 1979 — ноябрь 1988)
- Попов, Анатолий Григорьевич (ноябрь 1988 — май 1991)

### Председатели городского Совета народных депутатов
- Шегиров А. А. (январь 1990 — май 1990)
- Жакиянов О. Н. (май 1990 — октябрь 1991)
- Шегиров А. А. (ноябрь 1991 — февраль 1992)
- Ахимбеков Абылхан Алкенович (февраль 1992 — декабрь 1993)

### Главы городской администрации
- Шегиров А. А. (февраль 1992 — июль 1994)
- Жакиянов О. Н. (июль 1994 — сентябрь 1995)

### Акимы городаТалдыкоргана
- Жакиянов, Оралбек Нурсеитович (октябрь 1995 — май 1997)
- Бижанов, Керимжан Ксенбаевич (май 1997 — март 1999)
- Жылкайдаров, Сакен Егинбаевич (март 1999 — апрель 2011)
- Бигельдиев, Махаббат Садуакасович (апрель 2011 — январь 2012)
- Алпысов, Ермек Амантаевич (январь 2012 года — ноябрь 2015)
- Карасаев, Багдат Абильмажинович (ноября 2015 — май 2018)
- Шалтабаев, Дастан Турарбекович (май 2018 — апрель 2019)
- Абдраимов, Галымжан Райылович (апрель 2019 — март 2021)
- Жасыбаев, Ержан Бакирбаевич (1 марта 2021 — 4 марта 2022)[14]
- Масабаев, Асет Дуйсебекович (4 марта 2022 — 30 июня 2023)[15]
- Базил, Ернат Дуйсенбекулы (с 30 июня 2023 года)[16]

## Физкультура и спорт

Дворец спорта «Жастар»

Талдыкорган ― один из спортивных городов Казахстана. В городе есть футбольный клуб «Жетысу», выступающий в казахстанской футбольной Премьер-Лиге. Матчи проводит на стадионе «Жетысу» (построен в 1982 году, размеры игрового поля — 105×70 м, вместимость трибун — 5850 мест, пластиковые сиденья).
Не менее известна и женская сборная по волейболу «Жетысу». Команда «Жетысу» создана в 2001 году. С 2004 по 2007 год — серебряный призёр РК, с 2008 по 2011 год — Чемпион Национальной лиги Республики Казахстан. Чемпион Спартакиады РК 2011 года. Обладатель Кубка РК с 2006 по 2011 год. Неоднократный серебряный призёр престижных международных Азиатских турниров «Кубок ТВ Вьетнама» и «Кубок принцессы Таиланда». Серебряный призёр Чемпионата Азии среди клубных команд в Индонезии в 2010 году. Бронзовый призёр Чемпионата Азии среди клубных команд во Вьетнаме 2011 года.
На базе «Жетысу» создана национальная сборная команда Республики Казахстан. В 2011году было присвоено звание МСМК игрокам Дробышевской О. В., Стороженко М. А., Анарбаевой Л. В., Арслановой О. О.
В 2009 году в городе проводился Чемпионат Азии по тяжёлой атлетике, в котором приняло участие 157 спортсменов из 22 стран Азии.
В 2010 году был открыт новый дворец спорта «Жастар».
В 2012 году проводился Чемпионат Казахстана по тяжёлой атлетике.

Парапланерный спорт в Талдыкоргане
Талдыкорган является одним из центров развития парапланерного спорта в Казахстане. В городе регулярно проводятся тренировки и соревнования как местного, так и международного уровня. Парапланерный спорт привлекает множество спортсменов благодаря благоприятным природным условиям региона и развитой инфраструктуре для полетов. Одним из клубов, активно способствующих развитию этого вида спорта, является спортивный клуб ALGA, который занимается подготовкой пилотов и организацией международных соревнований.
Талдыкорган является важным центром парапланерного спорта в Казахстане, благодаря спортивно-туристической базе Тау Жетысу, расположенной в 30 км от города. База предоставляет отличные условия для полетов на парапланах и регулярно принимает как республиканские, так и международные соревнования.
Среди значимых мероприятий, проведенных в регионе:
- Чемпионаты Казахстана по парапланеризму на точность (зимний, весенний, летний и осенний чемпионаты).
- Кубок мира по парапланеризму на точность
- 4-й чемпионат Азии FAI по парапланеризму на точность.
- Кубок Кабанбай Батыра по парапланеризму на точность приземления 2023.
- Кубок Центральной Азии по парапланеризму на точность приземления.
- Кубок Евразии по парапланеризму на точность приземления.
- Международный кубок Жетысу – подготовка к чемпионату мира.

На соревнованиях, проводимых в регионе, традиционно участвуют спортсмены из разных стран, таких как США, Германия, Южная Корея, Япония, Китай, Турция, Испания и Саудовская Аравия и т.д.

## Религия
В Талдыкоргане имеются:
- Центральная мусульманская мечеть «Иман»
- Мусульманская мечеть «Нур»
- Мусульманская мечеть «Жетысу» («Ақмешіт»)
- Мусульманская мечеть «Еркын»
- Мусульманская мечеть «Керимбек би»
- Община Свидетелей Иеговы в г. Талдыкорган
- 2 православных храма:
  - Иоанно-Богословский собор
  - храм Святого Архангела Божия Гавриила
- католический костёл святой девы Марии
- пресвитерианская церковь «Вефиль»
- синагога
- евангелийско-христианская церковь «Агапе»
- религиозное объединение «Местное духовное собрание Бахаи города Талдыкорган»
- религиозное объединение церкви евангельских христиан — баптистов «Вифезда»
- религиозное объединение церкви евангельских христиан — баптистов «Думамис»
- религиозное объединение «Церковь христиан — адвентистов седьмого дня г. Талдыкоргана»
- религиозное объединение церкви полного евангелия «Новая жизнь»
- церковь евангельских христиан баптистов, объединения МСЦ

## Города-побратимы
- Анталья, Турция[18] (2003)

## Достопримечательности

Памятник Кабанбай-батыру
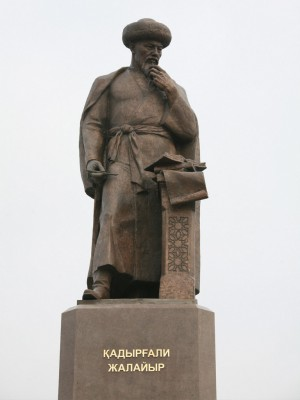
Памятник Кадыр-Али-беку
Ресторан «Казахстан»
Памятник биям Старшего жуза перед кинотеатром «Казахстан»
Бюст Гали Орманова
Обелиск Славы (Вечный огонь)

- Памятник Нурсултану Назарбаеву на главной площади города на улице Тауелсыздык, 67 (снесён 5 января 2022 года во время массовых акций протеста)[19]
- Памятник Кадыр-Али-беку на главной улице г. Талдыкорган;
- Памятник Кабанбай батыру (открыт 23 сентября 2009 года);
- Въездная арка;
- Литературный музей поэта Ильяса Джансугурова — расположен на улице Тауелсыздык, 59;
- Памятник поэту Ильясу Джансугурову — на пересечении улиц Балапанова и Жансугурова;
- Памятник Акын Сара — на улице Акын Сара;
- Могила Майстрюка — Памятник борцам за установление Советской власти — в Центральном парке культуры и отдыха города;
- Обелиск Славы — в Центральном парке культуры и отдыха города;
- Дворец культуры имени Ильяса Жансугурова — на улице Тауелсыздык, 67;
- Бюст поэту Гали Орманову — на пересечении улиц Г. Орманова и Тауелсыздык;
- «Үш ата» — памятник, посвящённый Ескелды би, Балпык би, Каблиса жырау; используется в научных и других дополнительных целях. Монументальный памятник является собственностью государства;
- Историко-краеведческий музей имени М. Тынышпаева — государственное учреждение, находится по адресу улица Абая, 245;
- Универсальная библиотека имени С. Сейфуллина — на улице Тауелсыздык, 91/99, государственная;
- Памятник жетысуйцам, павшим на войне в Афганистане — находится в центральном парке культуры и отдыха, государственный;
- Обелиск в честь павших воинов-земляков — расположен в селе Отенай, используется в научных и других целях, государственный.